# PAF (émission de télévision)
Pour les articles homonymes, voir PAF.
Police de l'audiovisuel français (généralement abrégé en PAF) est une émission de télévision française diffusée en direct sur C8 du lundi au vendredi à partir du mardi 5 septembre 2023 et présentée par Pascale de La Tour du Pin. Cette émission est diffusée juste avant Touche pas à mon poste ! et en remplacement du 6 à 7.
En juillet 2024, le producteur Cyril Hanouna annonce la fin de l'émission tout en confirmant que Pascale de La Tour du Pin présentera une nouvelle émission en septembre 2024.

## Concept
Dans cette nouvelle émission, Pascale de La Tour du Pin et ses équipes analyseront et décrypteront les médias en direct pendant environ 1 heure. De nouvelles versions de l’émission ont fait leurs apparitions, avec des rubriques conso, politique et people.

## Audiences
| Émission | Date de diffusion          | Invité(e)                | Téléspectateurs | Part de marché (sur les 4 ans et plus) | Référence         |
| -------- | -------------------------- | ------------------------ | --------------- | -------------------------------------- | ----------------- |
| 1        | Mardi 5 septembre 2023     | Estelle Denis            | 346 000         | 3,6 %                                  | [ 3 ]             |
| 2        | Mercredi 6 septembre 2023  | Alexia Laroche-Joubert   | 259 000         | 2,7 %                                  | [ 4 ]             |
| 3        | Jeudi 7 septembre 2023     | Évelyne Thomas           | 287 000         | 3 %                                    | [ 5 ]             |
| 4        | Lundi 11 septembre 2023    | Sonia Mabrouk            | 194 000         | 2 %                                    | [ 6 ]             |
| 5        | Mardi 12 septembre 2023    | Nelson Monfort           | 245 000         | 2,5 %                                  | [ 7 ]             |
| 6        | Mercredi 13 septembre 2023 | Jean-Luc Lemoine         | 216 000         | 2,3 %                                  | [ 8 ]             |
| 7        | Jeudi 14 septembre 2023    | Sylvain Augier           | 275 000         | 2,9 %                                  | [réf. nécessaire] |
| 8        | Vendredi 15 septembre 2023 | Fabien Lecœuvre          | 242 000         | 2,6 %                                  | [réf. nécessaire] |
| 9        | Lundi 18 septembre 2023    | Nathalie Marquay-Pernaut | 252 000         | 2,4 %                                  | [ 9 ]             |
| 10       | Mardi 19 septembre 2023    | Olivier Delacroix        | 266 000         | 2,7 %                                  | [ 10 ]            |
| 11       | Mercredi 20 septembre 2023 | Magloire                 | 183 000         | 3 %                                    | [réf. nécessaire] |
| 12       | Jeudi 21 septembre 2023    | Clément Lanoue           | 200 000         | 1,8 %                                  | [réf. nécessaire] |
| 13       | Vendredi 22 septembre 2023 | Sandrine Quétier         | 180 000         | 1,6 %                                  | [réf. nécessaire] |
| 14       | Lundi 25 septembre 2023    | Laurent Fontaine         | 212 000         | 2 %                                    |                   |
| 15       | Mardi 26 septembre 2023    | Julien Courbet           | 187 000         | 1,8 %                                  | [ 11 ]            |
| 16       | Mercredi 27 septembre 2023 | Mario Barravecchia       | 159 000         | 1,5 %                                  | [ 12 ]            |
| 17       | Jeudi 28 septembre 2023    | Véronique de Villèle     | 186 000         | 1,9 %                                  | [réf. nécessaire] |
| 18       | Vendredi 29 septembre 2023 | Alexandre Pesle          | 157 000         | 1,6 %                                  | [réf. nécessaire] |
| 19       | Lundi 2 octobre 2023       | Élodie Gossuin           | 228 000         | 2,3 %                                  | [ 13 ]            |
| 20       | Mardi 3 octobre 2023       |                          | 191 000         | 1,9 %                                  | [réf. nécessaire] |
| 21       | Mercredi 4 octobre 2023    | Caroline Henry           | 282 000         | 2,8 %                                  | [réf. nécessaire] |
| 22       | Jeudi 5 octobre 2023       | Jonathan Roumie          | 266 000         | 2,6 %                                  | [réf. nécessaire] |
| 23       | Vendredi 6 octobre 2023    |                          | 216 000         | 2,2 %                                  | [réf. nécessaire] |
| 24       | Lundi 9 octobre 2023       | 276 000                  | 2,6 %           | [réf. nécessaire]                      |                   |
| 25       | Mardi 10 octobre 2023      | 240 000                  | 2,3 %           | [réf. nécessaire]                      |                   |
| 26       | Mercredi 11 octobre 2023   | 285 000                  | 2,7 %           | [réf. nécessaire]                      |                   |
| 27       | Jeudi 12 octobre 2023      | 229 000                  | 2,2 %           | [réf. nécessaire]                      |                   |
| 28       | Vendredi 13 octobre 2023   | 198 000                  | 1,9 %           | [ 14 ]                                 |                   |
| 29       | Lundi 16 octobre 2023      | 222 000                  | 2 %             | [réf. nécessaire]                      |                   |
| 30       | Mardi 17 octobre 2023      | 231 000                  | 2,1 %           | [réf. nécessaire]                      |                   |
| 31       | Mercredi 18 octobre 2023   | 273 000                  | 2,3 %           | [réf. nécessaire]                      |                   |
| 32       | Jeudi 19 octobre 2023      | 283 000                  | 2,4 %           | [réf. nécessaire]                      |                   |
| 33       | Vendredi 20 octobre 2023   | 267 000                  | 2,3 %           | [réf. nécessaire]                      |                   |
| 34       | Lundi 23 octobre 2023      | 278 000                  | 2,2 %           | [réf. nécessaire]                      |                   |
| 35       | Mardi 24 octobre 2023      | 253 000                  | 2,2 %           | [réf. nécessaire]                      |                   |
| 36       | Mercredi 25 octobre 2023   | 258 000                  | 2,1 %           | [réf. nécessaire]                      |                   |
| 37       | Jeudi 26 octobre 2023      | 262 000                  | 2,1 %           | [réf. nécessaire]                      |                   |
| 38       | Vendredi 27 octobre 2023   |                          |                 |                                        |                   |